# Compacidade relativa
Em Mecânica dos solos a compacidade relativa é um índice utilizado para determinar o grau de compactação de um material granular, não coesivo, como as areias. Quando o solo apresenta compacidade relativa CR = 100%, significa que ele está em sua máxima compactação e conseqüentemente com índice de vazios mínimos, por outro lado se CR = 0% a compactação é mínima e o índice de vazios é máximo, ou seja amostra está o mais fofa possível.
O índice de compacidade é muito útil quando, por exemplo, uma areia é utilizada na construção de um filtro ou um dreno, pois somente depois de determinar o CR é que se torna possível conhecer o coeficiente de permeabilidade, por meio do qual se podem determinar as vazões e, finalmente, dimensionar a sua obra.
CR= (emáx-enat)/(emáx-emín)